# 최장현
최장현(崔壯賢, 1956년 1월 3일 ~ )은 대한민국의 공무원이다. 본관은 탐진이며, 전라남도 광주시 출신이다.

## 학력
- 1974년 : 광주제일고등학교 졸업
- 1978년 : 고려대학교 경영학 학사
- 1991년 : 워싱턴대학교 대학원 해운정책학 석사

## 경력
- 군산지방해양항만청 총무과장
- 부산지방해양항만청 항무과장
- 해양항만청 항무국 항만유통과장
- 주 미국 대사관 해무관
- 해양수산부 국제기구담당관
- 해양수산부 해양정책과장
- 해양수산부 어업자원국 국제협력심의관
- 해양수산부 공보관
- 여수지방해양수산청장
- 해양수산부 해운물류국장
- 해양수산부 어업자원국장
- 중앙해양안전심판원장
- 해양수산부 해양정책본부장
- 해양수산부 차관보
- 한국컨테이너부두공단 이사장
- 국토해양부 제2차관
- 한국해양수산개발원 자문위원
- 위동항운 사장

## 수상
- 2003년 : 홍조근정훈장
- 2012년 : 황조근정훈장

| 전임 이재균 | 제2대 국토해양부 제2차관 2009년 1월 20일 ~ 2010년 8월 16일 | 후임 김희국 |